# Медаль «За турецкую войну»
Медаль «За турецкую войну» — государственная награда Российской империи. Была учреждена в связи с окончанием русско-турецкой войны (1828—1829).

## Основные сведения
Медаль «За турецкую войну» предназначалась для награждения участников русско-турецкой войны (1828—1829). Учреждена по указу Николая I от 1 (13) октября 1829 года .

## Порядок награждения
Медалью награждали всех, принимавших участие в военных действиях против Турции с 1828 по 1829 год. Награждались все генералы, офицеры, нижние чины, как строевые, так и нестроевые, а также ополченцы. С 10 (22) декабря 1830 года стали награждать и моряков, участвовавших в сражениях. Согласно специальному императорскому указу, представлять к этой награде могли вплоть до 1 сентября 1832 года.

## Описание медали
Серебряная медаль, диаметр 25 мм. На лицевой стороне медали изображен православный крест, окружённый сиянием, стоящий на поверженном полумесяце. По слева от креста по дуге вдоль бортика указана дата начала войны — «1828.», а справа аналогичным образом указана дата её завершения — «1829.». На оборотной стороне медали горизонтальная надпись в три строки: «ЗА ТУРЕЦКУЮ ВОЙНУ». По окружности вдоль бортика — две лавровых ветки, соединённых внизу лентой.
Всего на Санкт-Петербургском монетном дворе было отчеканено примерно 100 000 медалей.
Известны также и другие варианты чекана, отличающиеся рядом мелких деталей, а также диаметром. Существовала медаль уменьшенного размера: от 20 до 22 мм в диаметре, предназначавшаяся для кавалеристов.

## Порядок ношения
Медаль имела ушко для крепления к колодке или ленте. Носить медаль следовало на груди. Лента медали — Георгиевская.